# Suzuki Hustler
Suzuki Hustler (также известен как Mazda Flair Crossover) — кей-кар японской компании Suzuki, выполненный в стилистике SUV и выпускаемый с 2014 года. Название «Hustler» использовалось Suzuki в прошлом для спортивного мотоцикла Hustler TS50. Некоторые аксессуары автомобиля также имеют точную копию эмблемы, которая когда-то использовалась в мотоцикле TS50.
Продажи стартовали в январе 2014 года. Одновременно была выпущена версия под брендом Mazda. Автомобиль оснащается 658 см³ двигателем мощностью 51 л. с. (38 кВт). Также выпускается версия с турбонагнетателем, у которой мощность повышена до 63 л. с. (47 кВт).
На 46-м автосалоне в Токио в октябре 2019 года было представлено второе поколение автомобиля, а в продажу он поступил в январе 2020 года. В феврале за ним последовала версия под брендом Mazda. Дизайн автомобиля схож с Suzuki Jimny. С технической точки зрения автомобиль идентичен предыдущему поколению.

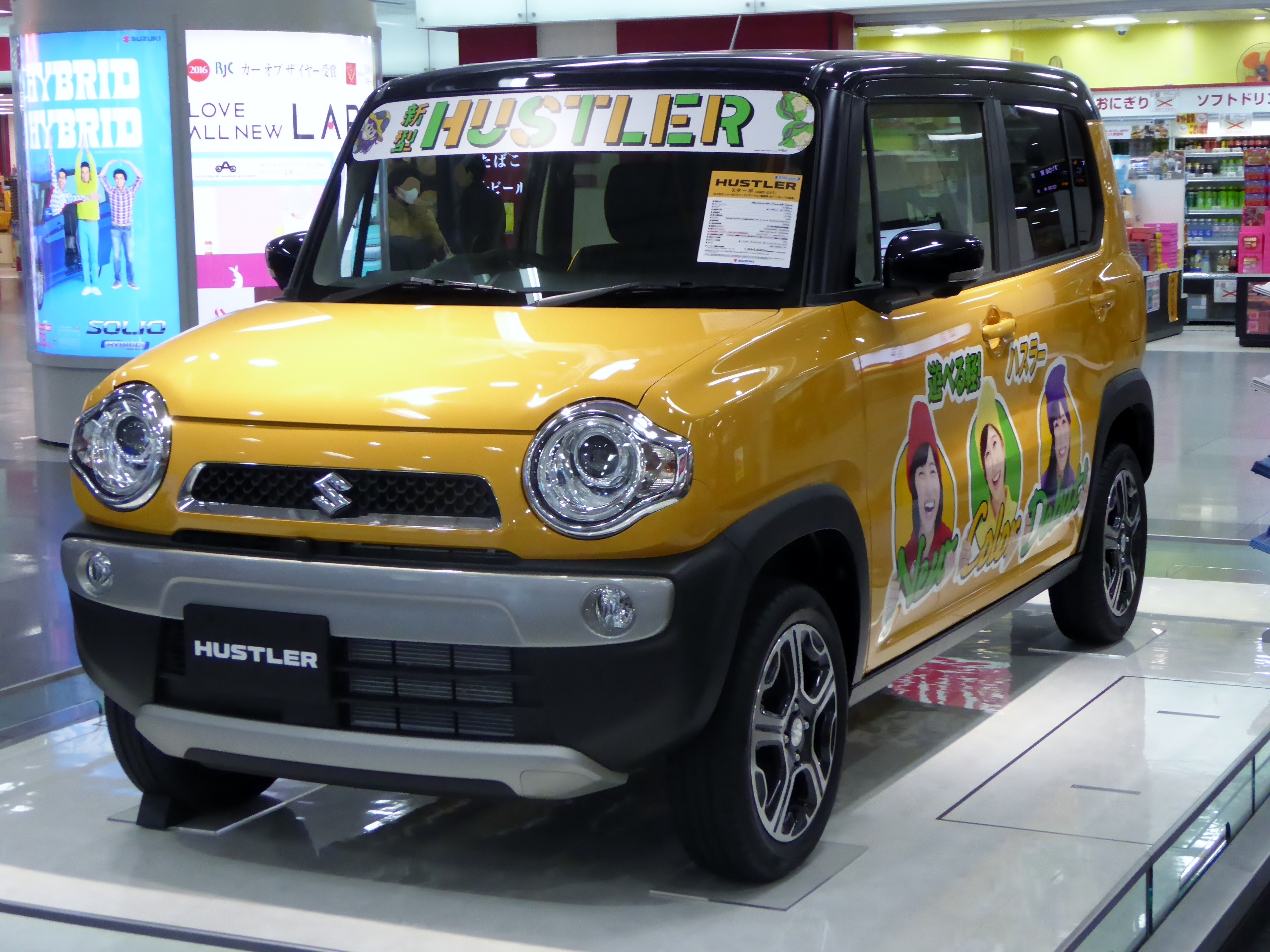
Модель первого поколения
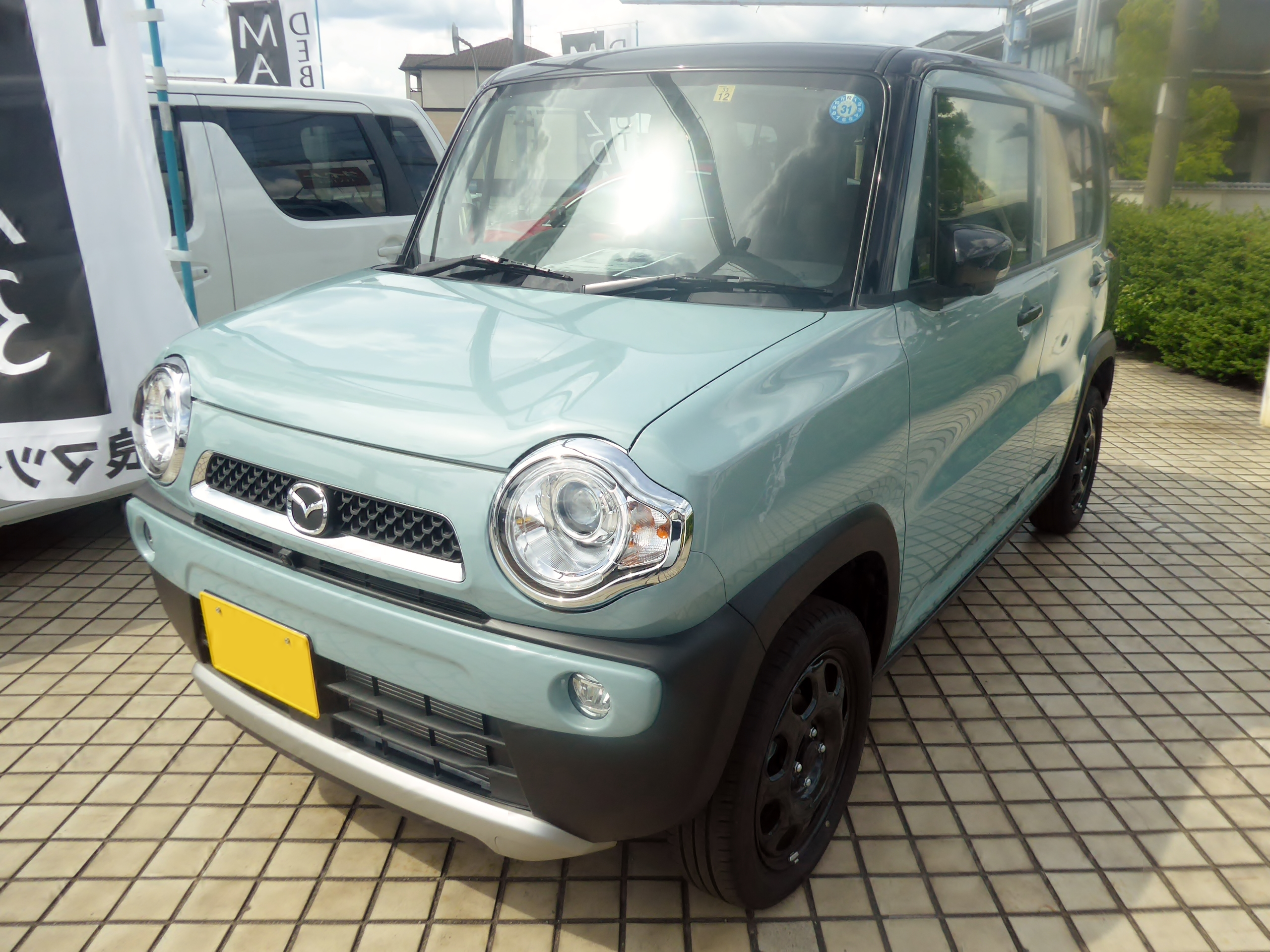
Mazda Flair Crossover